# カルナボーン

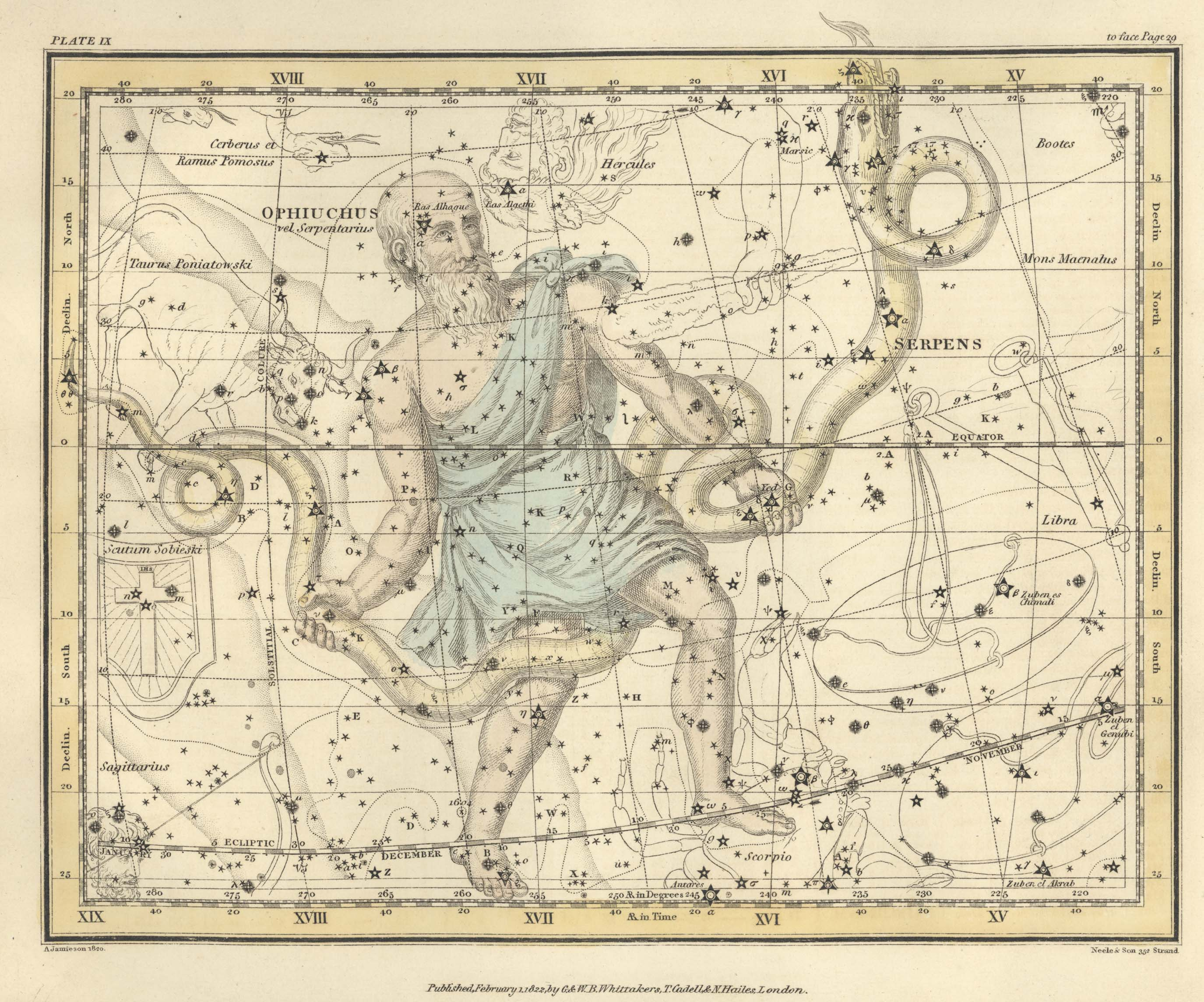
へびつかい座。

カルナボーン（古希: Καρναβῶν, Karnabōn, 英: Charnabon）は、ギリシア神話の人物である。長音を省略してカルナボンとも表記される。ヒュギーヌスによると、トラーキアのゲタイ人の王。
エレウシースの英雄トリプトレモスはデーメーテール（ローマ神話のケレース）の命で農耕を広めるため、2頭の竜が牽く車に乗って世界各地を旅した。トリプトレモスがカルナボーンの支配するトラーキアを訪れたとき、カルナボーンは最初はトリプトレモスの来訪を喜んで手厚くもてなしたが、奸計を用いて捕えた。さらに彼が空を飛んで逃げようと考えないように、トリプトレモスの車を牽く竜のうちの1頭を殺し、残りの1頭も軛から外してしまった。しかしデーメーテールがトリプトレモスを助けるべく現れ、残された竜を車に繋ぎ、邪悪なカルナボーンに異例の罰を与えた。すなわちカルナボーンの姿をさそり座の上に置き、へびつかい座とした。